# Phyllanthus letestui
Phyllanthus letestui är en emblikaväxtart som beskrevs av Jean F.Brunel. Phyllanthus letestui ingår i släktet Phyllanthus och familjen emblikaväxter. Inga underarter finns listade i Catalogue of Life.